# Clank
Clank (nome datogli da Ratchet), il cui suo vero nome è XJ-0461, è un piccolo robot, uno dei due protagonisti, insieme a Ratchet, della serie di videogiochi a loro dedicata, Ratchet & Clank.

## Storia del personaggio
Clank è stato un errore di una macchina che produceva robot sul pianeta Quartu per un esercito antagonista, i Blarg, ma nella serie Future si scoprirà che la sua vera storia è ben più importante. Durante il primo capitolo comprerà dei potenziamenti che lo renderanno capace di nuotare contro corrente, planare e anche di volare per un breve tempo. Nel terzo capitolo diventerà il protagonista di un telefilm intitolato "Secret Agent Clank" e di cui la High Impact Games realizzerà un videogioco spin-off omonimo. Il ruolo di Clank passa, nel corso dei capitoli, da semplice spalla a personaggio giocabile di importanza sempre più rilevante, seppur con un minimo numero di "Nanotech" (l'energia vitale): solamente 4. Durante le sue parti giocabili può controllare  dei piccoli robot chiamati "Gadgebots" a cui può impartire diversi ordini. può anche trasformarsi con delle speciali pedane in "Clank Gigante", ottenendo così anche delle nuove armi e abilità.

## Aspetto
Clank è un robottino dal numero di serie B5429671, con occhi verdi e un'antenna rossa. Ha tre dita nere, braccia e gambe fissate da un bullone e un condotto d'aerazione nel tronco. In Secret Agent Clank indossa uno smoking nero e bianco.

## Personalità
Clank è estremamente intelligente e dotato di una vastissima conoscenza. Ha inoltre un particolare senso dell'umorismo, basato su cose solitamente monotone.
L'origine del suo nome "Clank" deriva dal fatto che, cadendo nel sedile della nave quando lui e Ratchet si stavano dirigendo su Novalis in Ratchet & Clank, produsse un rumore metallico, "Clank" appunto, così Ratchet trovò ispirazione per il nome.

## Abilità
Clank è un buon picchiatore, riuscendo a sferrare forti pugni. Pratica anche il kung fu. È anche in grado di ritirare le sue braccia e gambe per posizionarsi come uno zainetto sulla schiena di Ratchet; in questa forma è in grado di attivare l'Eli-Zaino e il Turbo-Zaino per far planare Ratchet, e L'Idro-Zaino per farlo nuotare più velocemente. Inoltre, Grazie alla Macchina che Ingrandisce è in grado di diventare un gigante per la sua statura. In Ratchet & Clank: Armi di distruzione scopre di avere la possibilità di rallentare il tempo.

## Apparizioni
- Ratchet & Clank (2002)
- Ratchet & Clank 2: Fuoco a volontà
- Ratchet & Clank 3
- Ratchet: Gladiator
- Secret Agent Clank
- Ratchet & Clank: L'altezza non conta
- Ratchet & Clank: Armi di distruzione
- Ratchet & Clank: Alla ricerca del tesoro
- Ratchet & Clank: A spasso nel tempo
- Ratchet & Clank: Tutti per uno
- Ratchet & Clank: QForce
- Ratchet & Clank: Nexus
- The Ratchet & Clank Trilogy
- PlayStation Move Heroes - Insieme per la prima volta
- PlayStation All-Stars Battle Royale
- Ratchet & Clank (film)
- Ratchet & Clank (2016)
- Ratchet & Clank: Rift Apart